# Sanna Irshad Mattoo
Sanna Irshad Mattoo (* asi 1994, Ganderbal) je fotožurnalistka ze Šrínagaru z indického svazového území Džammú a Kašmír. V roce 2022 získala Pulitzerovu cenu za fotografii.

## Životopis
Sanna Irshad Mattoo se narodila v okrese Srinagar v Džammú a Kašmíru. Vystudovala žurnalistiku na Kashmir Central University. V roce 2021 se stala členkou Magnum Foundation Photography and Social Justice Fellow. Pracuje také pro agenturu Reuters.
V roce 2022 získala Pulitzerovu cenu za fotografii. O cenu se rozdělila s dalšími fotoreportéry agentury Reuters Adnanem Abidim, Amitem Devem a Danishem Siddiquim.
V červenci 2022 bylo fotografce zakázáno vycestovat z Indie. Na letišti v Dillí ji zastavily imigrační úřady.